# Rehfeld (Falkenberg/Elster)
Rehfeld ist ein Ortsteil der Stadt Falkenberg/Elster im südbrandenburgischen Landkreis Elbe-Elster und befindet sich etwa sieben Kilometer westlich der Kernstadt an der Eisenbahnstrecke Cottbus–Falkenberg/Elster–Leipzig.

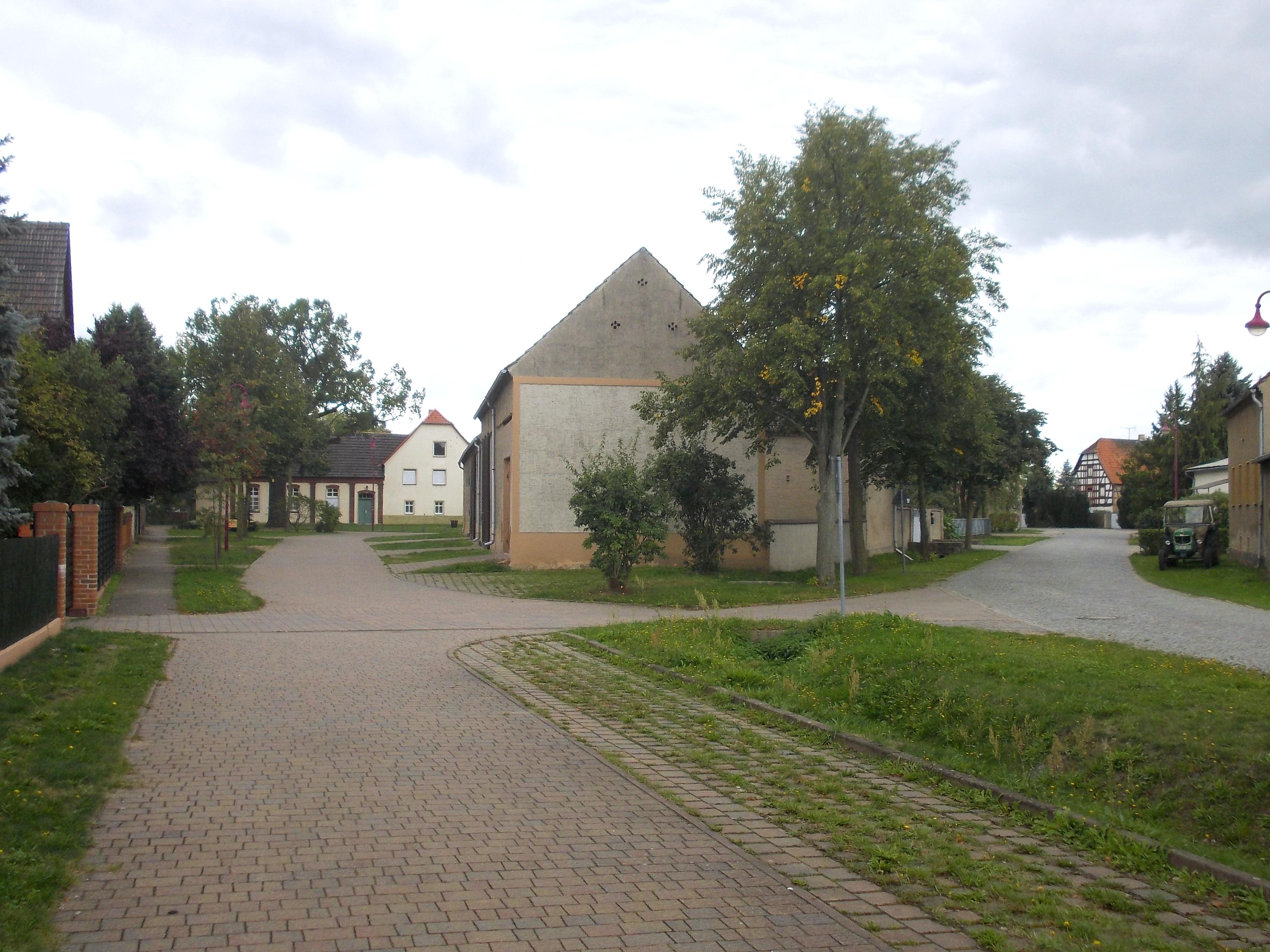
Die Lindenstraße in der Ortsmitte

## Geschichte
Rehfeld ist vermutlich eine Gründung der Antoniter aus der Mitte des 13. Jahrhunderts.
Schlimme Verwüstungen brachte Rehfeld der Dreißigjährige Krieg. Das Gebiet zwischen Elbe und Schwarzer Elster hatte in jener Zeit besonders schwer zu leiden. So dass am Ende des Krieges nahezu jede Ortschaft in Mitleidenschaft gezogen war. Im Winter 1636/37 wurde der Ort durch schwedisches Kriegsvolk des Generals Banér, das in dieser Zeit im wenige Kilometer entfernten Torgau an der Elbe ihr Winterquartier genommen hatte, geplündert und mitsamt der Kirche und der Schule fast vollständig niedergebrannt. Die Truppen durchstreiften die gesamte Gegend bis in den kleinsten Winkel. Die Ortschaften wurden ausgeplündert, drangsaliert, niedergebrannt und in Rehfeld blieben am Ende nur drei Häuser verschont. Gleichzeitig kam es immer wieder zu verheerenden Pestepidemien, welche die Bevölkerung im  Ort ebenfalls stark dezimierte.
Rehfeld gehörte ursprünglich zum Amt Schweinitz und kam infolge der Bestimmungen des Wiener Kongresses 1815 zum Landkreis Torgau der preußischen Provinz Sachsen. Im Zuge der Verwaltungsreform von 1952 in der DDR wurde der Ort in den Kreis Herzberg eingegliedert.
Die Eingliederung in die Stadt Falkenberg/Elster erfolgte gemeinsam mit Beyern, Kölsa, Großrössen und Kleinrössen am 31. Dezember 2001.

### Einwohnerentwicklung

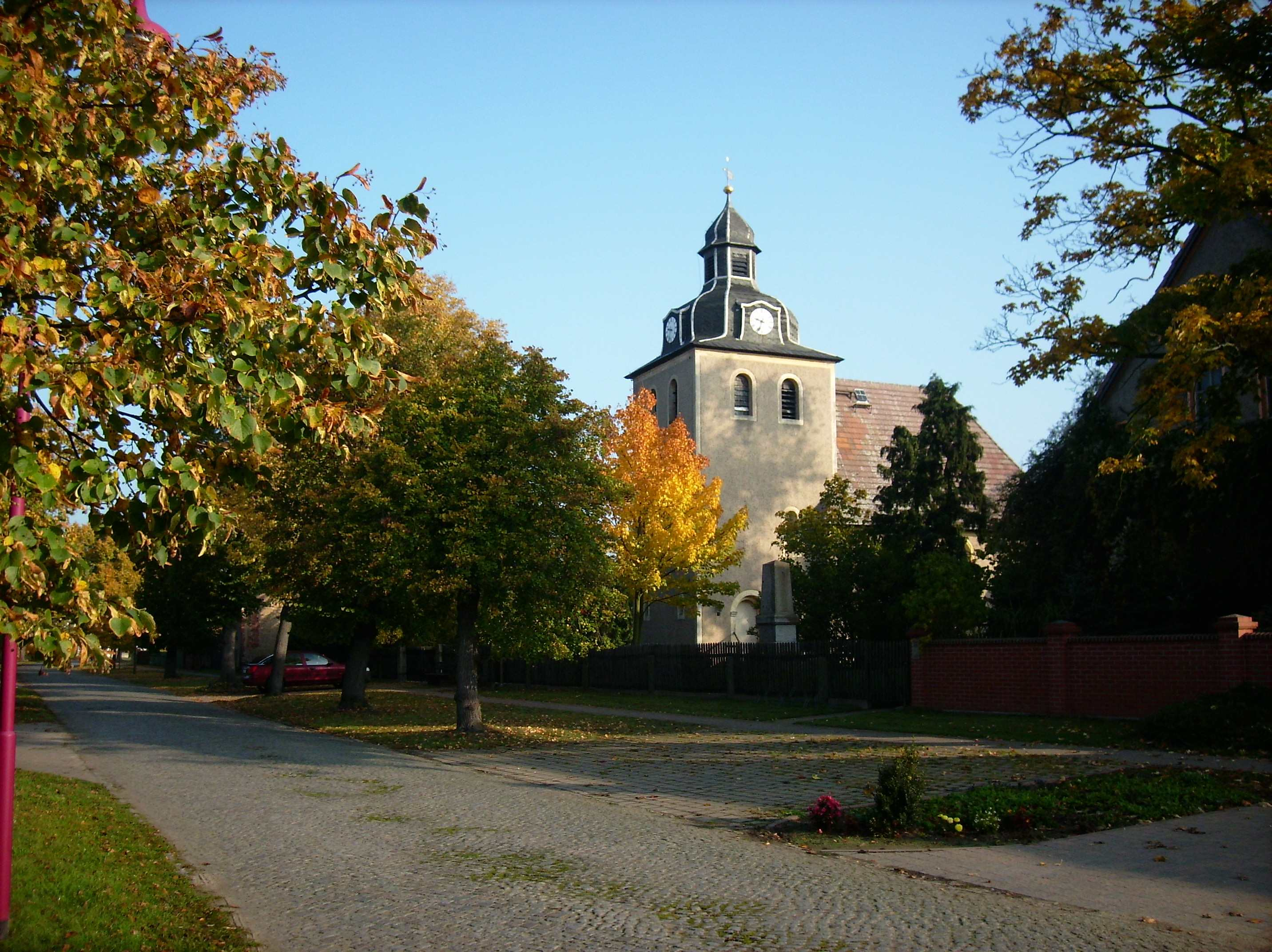
Dorfkirche Rehfeld

| 1875 | 250 |  | 1946 | 638 |  | 1989 | 347 |  | 1995 | 315 |
| 1890 | 260 |  | 1950 | 623 |  | 1990 | 345 |  | 1996 | 310 |
| 1910 | 300 |  | 1964 | 447 |  | 1991 | 339 |  | 1997 | 302 |
| 1925 | 350 |  | 1971 | 454 |  | 1992 | 333 |  | 1998 | 296 |
| 1933 | 418 |  | 1981 | 357 |  | 1993 | 326 |  | 1999 | 292 |
| 1939 | 413 |  | 1985 | 323 |  | 1994 | 324 |  | 2000 | 298 |

## Kultur und Sehenswürdigkeiten

### Vereinsleben und regelmäßige Veranstaltungen
Traditionell findet alljährlich im Mai auf dem örtlichen Sportplatz das Kranzreiten statt. Ortsansässige Vereine sind unter anderem die Freiwillige Feuerwehr, der Dorfclub sowie der Seniorenclub.
Nachdem Rehfeld 2002 Sieger im Kreiswettbewerb „Unser Dorf hat Zukunft“ wurde, konnte 2005 im Zuge der Dorferneuerung ein Dorfgemeinschaftszentrum geschaffen werden.

### Sehenswürdigkeiten
Die Rehfelder Dorfkirche wurde in den Jahren 1910 und 1911 erbaut und besitzt einen aus dem 12. Jahrhundert stammenden Taufstein. Sie befindet sich auf der Denkmalliste des Landes Brandenburg.

## Persönlichkeiten
- Gottlieb Budäus (1664–1734), fürstlich–sächsischer Leibarzt, Mitglied der Gelehrtenakademie „Leopoldina“
- Friedrich Christian August Hasse (1773–1848), Historiker, Enzyklopädist und Schriftsteller
- Wilhelm Zahn (1848–1911), Pfarrer und Altertumsforscher